# 16555 Наґаомасамі
16555 Наґаомасамі (16555 Nagaomasami) — астероїд головного поясу, відкритий 31 жовтня 1991 року.
Тіссеранів параметр щодо Юпітера — 3,357.
Названо на честь Наґао Масамі (яп. ながお・まさみ(長尾正美) наґао масамі)